# Pseudopoda martensi
Pseudopoda martensi là một loài nhện trong họ Sparassidae.
Loài này thuộc chi Pseudopoda. Pseudopoda martensi được Peter Jäger miêu tả năm 2001.